# Campionati mondiali di nuoto in vasca corta 2010 - 100 metri rana femminili
Le qualifiche per le semifinali si sono svolte la mattina del 17 dicembre 2010, mentre le semifinali si sono svolte la sera dello stesso giorno. La finale si è svolta la sera del 18 dicembre 2010.

## Medagliere
| Posizione | Atleta       | Paese       |
| --------- | ------------ | ----------- |
| Oro       | Rebecca Soni | Stati Uniti |
| Argento   | Leisel Jones | Australia   |
| Bronzo    | Liping Ji    | Cina        |

## Record
Prima della manifestazione il record del mondo (RM) e il record dei campionati (RC) erano i seguenti:
| Record mondiale       | 1:02.70 | Rebecca Soni Stati Uniti  | 19 dicembre 2009 Manchester, Regno Unito |
| Record dei campionati | 1:04.22 | Jessica Hardy Stati Uniti | 12 aprile 2008 Manchester, Regno Unito   |

Durante la competizione sono stati migliorati i seguenti record:
| Data             | Evento        | Atleta       | Nazione     | Tempo   | Record                |
| ---------------- | ------------- | ------------ | ----------- | ------- | --------------------- |
| 17 dicembre 2010 | 2ª semifinale | Rebecca Soni | Stati Uniti | 1:04.17 | Record dei campionati |
| 18 dicembre 2010 | Finale        | Rebecca Soni | Stati Uniti | 1:03.98 | Record dei campionati |

## Risultati batterie
| Pos. | Batteria | Corsia | Atleta                           | Nazionalità    | Tempo        | Note         |
| ---- | -------- | ------ | -------------------------------- | -------------- | ------------ | ------------ |
| 1    | 7        | 4      | Rebecca Soni                     | Stati Uniti    | 1:04.64      |              |
| 2    | 1        | 7      | Liping Ji                        | Cina           | 1:05.32      |              |
| 3    | 6        | 4      | Leisel Jones                     | Australia      | 1:05.36      |              |
| 4    | 5        | 5      | Julija Efimova                   | Russia         | 1:05.68      |              |
| 5    | 7        | 5      | Moniek Nijhuis                   | Paesi Bassi    | 1:05.75      |              |
| 6    | 7        | 3      | Jennie Johansson                 | Svezia         | 1:05.79      |              |
| 7    | 5        | 4      | Rikke Møller Pedersen            | Danimarca      | 1:05.84      |              |
| 8    | 6        | 6      | Sarah Katsoulis                  | Australia      | 1:06.01      |              |
| 9    | 6        | 3      | Joline Hoestman                  | Svezia         | 1:06.14      |              |
| 10   | 5        | 3      | Micah Lawrence                   | Stati Uniti    | 1:06.53      |              |
| 11   | 3        | 4      | Alia Shanee Atkinson             | Giamaica       | 1:06.77      |              |
| 11   | 6        | 1      | Mina Matsushima                  | Giappone       | 1:06.77      |              |
| 13   | 5        | 7      | Martha Mccabe                    | Canada         | 1:06.80      |              |
| 14   | 5        | 6      | Daria Deyeva                     | Russia         | 1:06.83      |              |
| 15   | 6        | 2      | Huijia Chen                      | Cina           | 1:07.18      |              |
| 16   | 4        | 4      | Hrafnhildur Lúthersdóttir        | Islanda        | 1:07.26      |              |
| 17   | 7        | 7      | Annamay Pierse                   | Canada         | 1:07.45      |              |
| 18   | 6        | 7      | Petra Chocová                    | Rep. Ceca      | 1:07.65      |              |
| 19   | 5        | 2      | Chiara Boggiatto                 | Italia         | 1:07.69      |              |
| 20   | 6        | 5      | Katharina Stiberg                | Norvegia       | 1:07.78      |              |
| 21   | 4        | 6      | Caroline Reitshammer             | Austria        | 1:08.40      |              |
| 22   | 6        | 8      | Agustina De Giovanni             | Argentina      | 1:08.60      |              |
| 23   | 4        | 5      | Dilara Buse Gunaydin             | Turchia        | 1:08.74      |              |
| 23   | 7        | 2      | Rie Kanetō                       | Giappone       | 1:08.74      |              |
| 25   | 5        | 8      | Stéphanie Spahn                  | Svizzera       | 1:09.02      |              |
| 26   | 5        | 1      | Tatiane Sakemi                   | Brasile        | 1:09.03      |              |
| 27   | 7        | 6      | Yvette Man Yi Kong               | Hong Kong      | 1:09.08      |              |
| 28   | 7        | 1      | Jane Trepp                       | Estonia        | 1:09.12      |              |
| 29   | 4        | 3      | Tjasa Vozel                      | Slovenia       | 1:09.36      |              |
| 30   | 4        | 1      | Sara Nordenstam                  | Norvegia       | 1:09.52      |              |
| 31   | 3        | 5      | Katheryn Anne Meaklim            | Sudafrica      | 1:10.02      |              |
| 32   | 7        | 8      | Sarra Lajnef                     | Tunisia        | 1:10.07      |              |
| 33   | 4        | 2      | I-Chuan Chen                     | Taipei cinese  | 1:10.56      |              |
| 34   | 3        | 1      | Anastasia Christoforou           | Cipro          | 1:10.57      |              |
| 35   | 3        | 2      | Daniela Victoria                 | Venezuela      | 1:10.85      |              |
| 36   | 3        | 6      | Aurelie Waltzing                 | Lussemburgo    | 1:11.22      |              |
| 37   | 4        | 8      | Danielle Beaubrun                | Saint Lucia    | 1:11.39      |              |
| 38   | 3        | 7      | On Kei Lei                       | Macao          | 1:11.54      |              |
| 39   | 1        | 1      | Jin Hui Sin                      | Corea del Nord | 1:13.10      |              |
| 40   | 3        | 8      | Daniela Lindemeier               | Namibia        | 1:13.44      |              |
| 41   | 4        | 7      | Thi Hue Pham                     | Vietnam        | 1:13.45      |              |
| 42   | 2        | 7      | Patricia Quevedo                 | Perù           | 1:14.50      |              |
| 43   | 2        | 4      | Melinda Sue Micallef             | Malta          | 1:15.63      |              |
| 44   | 2        | 5      | Elodie Poo Cheong                | Mauritius      | 1:16.80      |              |
| 45   | 2        | 3      | Pilar Shimizu                    | Guam           | 1:18.36      |              |
| 46   | 2        | 6      | Rachael Tonjor                   | Nigeria        | 1:18.76      |              |
| 47   | 2        | 8      | Amanda Liew                      | Brunei         | 1:19.71      |              |
| 48   | 2        | 2      | Miss Mahfuza Khatun Khatun       | Bangladesh     | 1:19.75      |              |
| 49   | 1        | 3      | Patricia Cani                    | Albania        | 1:20.42      |              |
| 50   | 1        | 5      | Jamila Lunkuse                   | Uganda         | 1:20.68      |              |
| 51   | 2        | 1      | Anum Bandey                      | Pakistan       | 1:21.01      |              |
| 52   | 1        | 4      | Sehar Saleh                      | Kenya          | 1:24.37      |              |
| 53   | 1        | 6      | Sonia Cege                       | Kenya          | 1:25.05      |              |
| 54   | 1        | 2      | Chaemel Morgane Faosite Sogbadji | Benin          | 1:41.01      |              |
|      | 3        | 3      | Sara El Bekri                    | Marocco        | Squalificata | Squalificata |

## Semifinali
| Pos. | Batteria | Corsia | Atleta                    | Nazionalità | Tempo   | Note                  |
| ---- | -------- | ------ | ------------------------- | ----------- | ------- | --------------------- |
| 1    | 2        | 4      | Rebecca Soni              | Stati Uniti | 1:04.17 | Record dei campionati |
| 2    | 2        | 5      | Leisel Jones              | Australia   | 1:04.75 |                       |
| 3    | 1        | 4      | Liping Ji                 | Cina        | 1:04.78 |                       |
| 4    | 1        | 5      | Julija Efimova            | Russia      | 1:05.22 |                       |
| 5    | 2        | 6      | Rikke Møller Pedersen     | Danimarca   | 1:05.33 |                       |
| 6    | 1        | 6      | Sarah Katsoulis           | Australia   | 1:05.60 |                       |
| 7    | 1        | 3      | Jennie Johansson          | Svezia      | 1:05.71 |                       |
| 8    | 2        | 3      | Moniek Nijhuis            | Paesi Bassi | 1:05.92 |                       |
| 9    | 2        | 7      | Alia Shanee Atkinson      | Giamaica    | 1:06.05 |                       |
| 10   | 2        | 2      | Joline Hoestman           | Svezia      | 1:06.13 |                       |
| 11   | 1        | 7      | Mina Matsushima           | Giappone    | 1:06.45 |                       |
| 12   | 1        | 1      | Daria Deyeva              | Russia      | 1:06.56 |                       |
| 13   | 2        | 8      | Huijia Chen               | Cina        | 1:06.66 |                       |
| 14   | 2        | 1      | Martha Mccabe             | Canada      | 1:06.77 |                       |
| 15   | 1        | 2      | Micah Lawrence            | Stati Uniti | 1:07.21 |                       |
| 16   | 1        | 8      | Hrafnhildur Lúthersdóttir | Islanda     | 1:07.30 |                       |

## Finale
| Pos. | Corsia | Atleta                | Nazionalità | Tempo   | Note                  |
| ---- | ------ | --------------------- | ----------- | ------- | --------------------- |
|      | 4      | Rebecca Soni          | Stati Uniti | 1:03.98 | Record dei campionati |
|      | 5      | Leisel Jones          | Australia   | 1:04.26 |                       |
|      | 3      | Liping Ji             | Cina        | 1:04.79 |                       |
| 4    | 2      | Rikke Møller Pedersen | Danimarca   | 1:04.80 |                       |
| 5    | 1      | Jennie Johansson      | Svezia      | 1:05.31 |                       |
| 6    | 7      | Sarah Katsoulis       | Australia   | 1:05.43 |                       |
| 7    | 6      | Julija Efimova        | Russia      | 1:05.50 |                       |
| 8    | 8      | Moniek Nijhuis        | Paesi Bassi | 1:05.99 |                       |